# Betty Boop
Betty Boop é uma personagem de desenho animado criada por Max Fleischer e desenhada por Grim Natwick. Ela apareceu na série de curtas de animação Talkartoons, produzida pelo Fleischer Studios e distribuída pela Paramount Pictures.
Betty tinha um jeito de garota independente e provocadora, sempre com as pernas de fora, exibindo uma cinta-liga. A personagem estreou em 9 de agosto de 1930, no curta Dizzy Dishes, espelhando-se nas divas desta década, ao som de muito jazz (Big Bands). Mas Betty Boop ficou famosa mesmo quando interpretou Boop-Oop-a Doop-Girl, de Helen Kane, e, enfim, entrou para a história, participando de mais de 100 animações.
Apesar de ter sido atenuada em meados dos anos 1930, como resultado do Código Hays para parecer mais recatado, ela se tornou uma das personagens de desenhos animados mais conhecidas e populares do mundo.
Os comerciantes redescobriram Betty Boop na década de 1980. Os produtos inspirados em Betty Boop se distanciam muito dos desenhos animados, uma vez que muito não têm conhecimento dela como uma criação cinematográfica. Grande parte desse produtos a colocam na sua forma mais sexy, tornando a personagem popular em todo mundo.
A propriedade dos desenhos animados de Betty Boop mudou de mãos ao longo das décadas intervenientes devido a uma série de fusões, aquisições e alienações (envolvendo principalmente a Republic Pictures e em 2006, pela divisão corporativa da controladora Viacom em duas empresas separadas). Atualmente, a Olive Films (sob licença da Paramount) detém os direitos de home video e a Trifecta mantém direitos de transmissão televisiva. A personagem e a marca registrada são de propriedade do Fleischer Studios, com produtos licenciados pela King Features Syndicate.
No Brasil, Betty foi dublada por Lina Rossana no filme Uma Cilada para Roger Rabbit

## Origens
Betty Boop fez sua primeira aparição em 9 de agosto de 1930, em Dizzy Dishes, o sexto episódio na série Talkartoon de Fleischer. Embora a atriz Clara Bow seja como o modelo para Betty, ela realmente começou como uma caricatura da cantora Helen Kane, que por sua vez ganhou fama ao imitar o estilo da cantora negra Baby Esther Jones. Em sua primeira manifestação, a personagem foi criada originalmente como uma espécie de poodle francês antropomorfizado.
Após sua primeira aparição, Betty Boop foi redesenhada como uma personagem humana em 1932, no desenho Any Rags?. Suas orelhas moles de poodle se tornaram brincos de argola, e seu nariz preto canino passou a ser nariz humano. Betty Boop apareceu como um personagem coadjuvante em 10 desenhos animados como uma garota flapper, ou seja, uma garota toda arrumada trajando minissaia.
Embora tenha sido assumido que o primeiro nome de Betty tenha sido criado em 1931, a Betty de Betty Co-ed é uma personagem completamente diferente. Mesmo que a música pode ter levado a eventual batismo de Betty, qualquer referência a Betty Co-ed como a estreia de Betty é incorreta, embora o site oficial Betty Boop descreva o personagem-título como um "protótipo" de Betty. Há pelo menos 12 curtas da série Screen Songs com Betty Boop ou um personagem similar. Betty apareceu no primeiro desenho animado "color classic" Poor Cinderela, sua única aparição colorida nos cinemas em 1934, onde foi retratada com cabelo vermelho ao contrário de seu tradicional cabelo preto.
Durante as primeiras aparições, a voz de Betty foi feita pela Margie Hines. Além desta, a voz da Betty foi feita por várias atrizes, que incluem Kate Wright, Bonnie Poe, Ann Rothschild (também conhecida como Little Ann Little), entre outras. A voz mais conhecida de Boop foi Mae Questel, que a interpretou em vários curtas, desde 1931 até 1938, e também fez a voz da personagem no filme Who Framed Roger Rabbit em 1988. Hoje em dia, durante os comerciais, sua voz é feita pelas atrizes Cindy Robinson, Sandy Fox, Cheryl Chase e Tara Strong.

## Mídia

### Histórias em quadrinhos
A tira de jornal de Betty Boop por Bud Counihan (com auxílio de Hal Seeger, que trabalhava no Fleischer Studios) foi distribuída pela King Features Syndicate entre 1934 a 1937. De 1984 a 1988, outras tiras, desta vez ao lado do Gato Félix, foram distribuídas pela King Features Syndicate e produzidas pelo filhos de Mort Walker: Brian, Neal, Greg, e Morgan. Em 1990, a First Publishing publicou a graphic novel Betty Boop's Big Break, escrita por Joshua Quagmire, ilustrada por Milton Knight, arte-finalizada por Leslie Cabarga e colorida por Michael McCormick.
Em 2014 a Titan Comics anunciou o lançamento de The Definitive Betty Boop: The Classic Comic Strip Collection, uma edição encadernada das tiras de 1934 a 1937.
Em julho de 2015 a Dynamite Entertainment anunciou que obteve a licença para produzir revistas em quadrinhos, graphic novels e republicar as tiras em edições encadernadas. Em outubro de 2016, a editora lançou uma nova série, com roteiros de Roger Langridge e desenhos de Giséle Lagacé e capa de Howard Chaykin.

### Televisão e home-video
Em 1955, os 110 curtas de Betty foram vendidos para a empresa de syndication UM & M. TV Corporation, que foi adquirida pela National Telefilm Associates (NTA) em 1956. Na década de 1970, a NTA enviou os desenhos em preto e branco de Betty para a Coreia do Sul, onde foram colorizados. Tal entidade foi reorganizada em 1985 como Republic Pictures, que foi vendida em 2012, e tornou-se Melange Pictures, uma filial da Viacom, a empresa-mãe da Paramount.  Foi o advento do home video que criou uma apreciação por filmes em suas versões originais, e Betty foi redescoberta novamente nas versões Betamax e VHS. A indústria de televisão a cabo, em constante expansão, viu a criação da American Movie Classics, que apresentou uma seleção dos desenhos originais em preto e branco de "Betty Boop" nos anos 1990, que levaram a um conjunto de oito volumes em VHS e LV ", Betty Boop, a coleção definitiva ".
A Paramount distribui os curtas de Betty para o mercado de home video. Os direitos de transmissão televisiva são agora tratados em nome da Paramount por Trifecta Entertainment & Media, que por sua vez foram herdadas de CBS Television Distribution, sucessor de várias empresas coligadas, incluindo Worldvision Enterprises, Republic Pictures Television e NTA.
O Internet Archive atualmente hospeda 22 curtas de Betty Boop em domínio público.
Betty Boop apareceu em dois especiais de televisão: The Romance of Betty Boop em 1985, que foi produzido por Lee Mendelson e Bill Meléndez, a mesma equipe criativa por trás dos especiais dos Peanuts; e em 1989, The Betty Boop Movie Mystery. Ela fez aparições em comerciais de televisão e no filme Who Framed Roger Rabbit. Projetos de série de televisão foram concebidos, mas nenhum deles se concretizou.
Em 11 de fevereiro de 2016 o site Deadline.com divulgou que uma nova série animada de 26 episódios estava sendo produzida, executada pela Normaal Animation, em parceria com o Fleischer Studios e a King Features, prevista para ser lançada em 2018.

### Longa-metragens de animação
Houve breves retornos para a tela de cinema. Em 1988, Betty apareceu após uma ausência de 50 anos com uma participação especial no filme vencedor do Oscar Who Framed Roger Rabbit. Em 1993, os produtores Steven Paul Leiva começaram a produzir um novo longa-metragem de Betty Boop para The Zanuck Company e Metro-Goldwyn-Mayer. O roteiro de Rees detalha a ascensão de Betty em Hollywood na Era de Ouro de Hollywood. Era para ser um musical com música e letras do jazzman Bennie Wallace. Wallace havia completado várias canções e setenta e cinco por cento do filme tinha sido encenado quando, duas semanas antes da gravação de voz começar com Bernadette Peters como Betty, o chefe da MGM, Alan Ladd, Jr., foi substituído por Frank Mancuso, e o projeto foi abandonado.
Em 14 de agosto de 2014, foi anunciado que a produtora Syco de Simon Cowell e o estúdio de animação Animal Logic estariam produzindo um longa-metragem baseado na personagem.

### 1932
| No. | Filme                                                                     | Animador(es)                    | Data de lançamento original |
| --- | ------------------------------------------------------------------------- | ------------------------------- | --------------------------- |
| 1   | Stopping the Show (com Fanny Brice e Maurice Chevalier)                   | Roland Crandall Rudolph Eggeman | 12 de agosto                |
| 2   | Betty Boop's Bizzy Bee                                                    | Seymour Kneitel Bernard Wolf    | 19 de agosto                |
| 3   | Betty Boop, M.D.                                                          | Willard Bowsky Thomas Goodson   | 2 de setembro               |
| 4   | Betty Boop's Bamboo Isle (música por Royal Samoans e Miri)                | Seymour Kneitel Bernard Wolf    | 23 de setembro              |
| 5   | Betty Boop's Ups and Downs                                                | Willard Bowsky Ugo D'Orsi       | 14 de outubro               |
| 6   | Betty Boop for President                                                  | Seymour Kneitel Roland Crandall | 4 de novembro               |
| 7   | I'll Be Glad When You're Dead You Rascal You (música por Louis Armstrong) | Willard Bowsky Ralph Somerville | 25 de novembro              |
| 8   | Betty Boop's Museum                                                       | William Henning Reuben Timinsky | 16 de dezembro              |

### 1933
| No. | Filme                                                 | Animador(es)                           | Data de lançamento original |
| --- | ----------------------------------------------------- | -------------------------------------- | --------------------------- |
| 9   | Betty Boop's Ker-Choo                                 | Seymour Kneitel Bernard Wolf           | 6 de janeiro                |
| 10  | Betty Boop's Crazy Inventions                         | Ugo D'Orsi Willard Bowsky Bernard Wolf | 27 de janeiro               |
| 11  | Is My Palm Read?                                      | David Tendlar William Henning          | 17 de fevereiro             |
| 12  | Betty Boop's Penthouse                                | Willard Bowsky                         | 10 de março                 |
| 13  | Snow White (música por Cab Calloway)                  | Roland Crandall                        | 31 de março                 |
| 14  | Betty Boop's Birthday Party                           | Seymour Kneitel Myron Waldman          | 21 de abril                 |
| 15  | Betty Boop's May Party                                | David Tendlar William Henning          | 12 de maio                  |
| 16  | Betty Boop's Big Boss                                 | Bernard Wolf David Tendlar             | 2 de junho                  |
| 17  | Mother Goose Land                                     | Roland Crandall Seymour Kneitel        | 23 de junho                 |
| 18  | Popeye the Sailor                                     | Seymour Kneitel Roland Crandall        | 14 de julho                 |
| 19  | The Old Man of the Mountain (música por Cab Calloway) | Bernard Wolf Thomas Johnson            | 4 de agosto                 |
| 20  | I Heard (música por Don Redman)                       | Willard Bowsky Myron Waldman           | 1º de setembro              |
| 21  | Morning, Noon and Night (música por Rubinoff)         | David Tendlar Thomas Johnson           | 6 de outubro                |
| 22  | Betty Boop's Hallowe'en Party                         | Willard Bowsky Myron Waldman           | 3 de novembro               |
| 23  | Parade of the Wooden Soldiers (música por Rubinoff)   | William Henning Seymour Kneitel        | 1º de dezembro              |

### 1934
| No. | Filme                             | Animador(es)                    | Data de lançamento original |
| --- | --------------------------------- | ------------------------------- | --------------------------- |
| 24  | She Wronged Him Right             |                                 | 5 de janeiro                |
| 25  | Red Hot Mamma                     |                                 | 2 de fevereiro              |
| 26  | Ha! Ha! Ha!                       | Seymour Kneitel Roland Crandall | 2 de março                  |
| 27  | Betty in Blunderland              |                                 | 6 de abril                  |
| 28  | Betty Boop's Rise to Fame         |                                 | 18 de maio                  |
| 29  | Betty Boop's Trial                |                                 | 15 de junho                 |
| 30  | Betty Boop's Life Guard           |                                 | 13 de julho                 |
| 31  | Poor Cinderella                   |                                 | 3 de agosto                 |
| 32  | There's Something About a Soldier |                                 | 17 de agosto                |
| 33  | Betty Boop's Little Pal           |                                 | 21 de setembro              |
| 34  | Betty Boop's Prize Show           |                                 | 19 de outubro               |
| 35  | Keep in Style                     |                                 | 16 de novembro              |
| 36  | When My Ship Comes In             |                                 | 21 de dezembro              |

### 1935
| No. | Filme                               | Animador(es) | Data de lançamento original |
| --- | ----------------------------------- | ------------ | --------------------------- |
| 37  | Baby Be Good                        |              | 18 de janeiro               |
| 38  | Taking the Blame                    |              | 15 de fevereiro             |
| 39  | Stop That Noise                     |              | 15 de março                 |
| 40  | Swat the Fly                        |              | 19 de abril                 |
| 41  | No! No! A Thousand Times No!!       |              | 24 de maio                  |
| 42  | A Little Soap and Water             |              | 21 de junho                 |
| 43  | A Language All My Own               |              | 19 de julho                 |
| 44  | Betty Boop and Grampy               |              | 16 de agosto                |
| 45  | Judge for a Day                     |              | 20 de setembro              |
| 46  | Making Stars                        |              | 18 de outubro               |
| 47  | Henry, the Funniest Living American |              | 22 de novembro              |
| 48  | Little Nobody                       |              | 18 de dezembro              |

### 1936
| No. | Filme                          | Animador(es) | Data de lançamento original |
| --- | ------------------------------ | ------------ | --------------------------- |
| 49  | Betty Boop and the Little King |              | 31 de janeiro               |
| 50  | Not Now                        |              | 28 de fevereiro             |
| 51  | Betty Boop and Little Jimmy    |              | 27 de março                 |
| 52  | We Did It                      |              | 24 de abril                 |
| 53  | A Song A Day!                  |              | 22 de maio                  |
| 54  | More Pep                       |              | 19 de junho                 |
| 55  | You're Not Built That Way      |              | 17 de julho                 |
| 56  | Happy You and Merry Me         |              | 21 de agosto                |
| 57  | Training Pigeons               |              | 18 de setembro              |
| 58  | Grampy's Indoor Outing         |              | 16 de outubro               |
| 59  | Be Human                       |              | 20 de novembro              |
| 60  | Making Friends                 |              | 18 de dezembro              |

### 1937
| No. | Filme                 | Animador(es) | Data de lançamento original |
| --- | --------------------- | ------------ | --------------------------- |
| 61  | House Cleaning Blues  |              | 15 de janeiro               |
| 62  | Whoops! I'm a Cowboy  |              | 12 de fevereiro             |
| 63  | The Hot Air Salesman  |              | 12 de março                 |
| 64  | Pudgy Takes a Bow-Wow |              | 9 de abril                  |
| 65  | Pudgy Picks a Fight!  |              | 14 de maio                  |
| 66  | The Impractical Joker |              | 18 de junho                 |
| 67  | Ding Dong Doggie      |              | 23 de julho                 |
| 68  | The Candid Candidate  |              | 27 de agosto                |
| 69  | Service with a Smile  |              | 23 de setembro              |
| 70  | The New Deal Show     |              | 22 de outubro               |
| 71  | The Foxy Hunter       |              | 26 de novembro              |
| 72  | Zula Hula             |              | 24 de dezembro              |

### 1938
| No. | Filme                     | Animador(es) | Data de lançamento original |
| --- | ------------------------- | ------------ | --------------------------- |
| 73  | Riding the Rails          |              | 28 de janeiro               |
| 74  | Be Up to Date             |              | 25 de fevereiro             |
| 75  | Honest Love and True      | —            | 25 de março                 |
| 76  | Out of the Inkwell        |              | 22 de abril                 |
| 77  | The Swing School          |              | 27 de maio                  |
| 78  | The Lost Kitten           |              | 24 de junho                 |
| 79  | Buzzy Boop                |              | 29 de julho                 |
| 80  | Pudgy the Watchman        |              | 12 de agosto                |
| 81  | Buzzy Boop at the Concert | —            | 16 de setembro              |
| 82  | Sally Swing               |              | 14 de outubro               |
| 83  | On With the New           |              | 2 de dezembro               |
| 84  | Thrills and Chills        |              | 23 de dezembro              |

### 1939
| No. | Filme                     | Animador(es) | Data de lançamento original |
| --- | ------------------------- | ------------ | --------------------------- |
| 85  | My Friend the Monkey      |              | 28 de janeiro               |
| 86  | So Does an Automobile     |              | 31 de março                 |
| 87  | Musical Mountaineers      |              | 12 de maio                  |
| 88  | The Scared Crows          |              | 9 de junho                  |
| 89  | Rhythm on the Reservation |              | 7 de julho                  |
| 90  | Yip Yip Yippy             |              | 11 de agosto                |

### Teatro
O musical BOOP! The Betty Boop Musical, dirigido por Jerry Mitchell, estrelado por Jasmine Amy Rogers, com música de David Foster, letra de Susan Birkenhead e um livro de Bob Martin será apresentado no CIBC Theatre de Chicago de 19 de novembro a 24 de dezembro de 2023.

## Polêmica

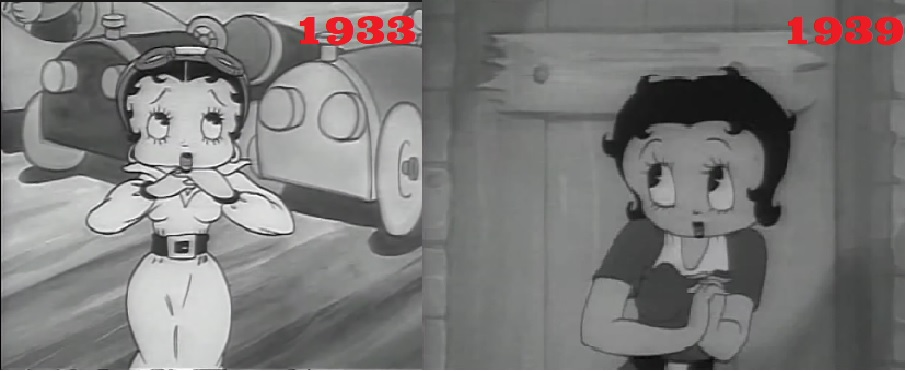
Betty Boop antes e depois do Código Hays

### Conotações Sexuais
Em seus primeiros curtas, a personagem ultrapassava os padrões da sociedade nos anos 30, pois suas saias e vestidos eram muito curtos e mostravam suas pernas e costas inteiras sem nada para cobrir. Em várias cenas, mostravam a personagem só com suas roupas intimas.

### "HA! HA! HA!"
O episódio de 1934, "HA! HA! HA!", foi bastante controverso na época de seu lançamento. Na história, Betty precisa arrancar o dente do palhaço Koko e, para acalmá-lo, decide usar o gás hilariante. O gás, porém, se espalha pela cidade inteira fazendo todos rirem. Esse episódio foi censurado no país por, supostamente, fazer apologia ao uso de drogas.[carece de fontes?]

### Código de produção 1934
A partir de 1º de julho de 1934, os curtas-metragens de Betty Boop sofreram alterações de acordo com o Código Hays, que censurou algumas características da série e a aparência da personagem, porque antes os curtas-metragem eram direcionados para o público adulto, mas passaram a ter histórias direcionadas ao público infantil.
De acordo com o código de produção, Max Fleischer redesenhou Betty, que deixou de usar roupas muito curtas e passou a vestir roupas que cobriam seu corpo até o pescoço. Seu cabelo passou a ter menos rolos. O código não permitia que a personagem e seu cão, chamado Bimbo, tivessem uma relação amorosa, que seria considerada zoofilia, como no curta Betty Boop's Little Pal (1934). Betty adotou como animal de estimação um cachorro comum chamado "Pudgy". Betty se tornou uma solteira politicamente correta, possuindo uma personalidade mais responsável e mais séria.
Em 1939, a produção dos curtas-metragens de Betty Boop foram encerradas, e sua última aparição foi no curta Rhythm on the Reservation.

## Legado cultural
A série Betty Boop continua a ser a favorita de muitos críticos, e a versão de Branca de Neve com Betty Boop de 1933 (não confundir com o filme da Disney Branca de Neve e os Sete Anões de 1937) foi selecionado para preservação pela Biblioteca do Congresso dos Estados Unidos no National Film Registry em 1994. A popularidade de Betty Boop continua na cultura atual, com referências aparecendo na história em quadrinhos Doonesbury, onde a namorada /namorado de BD é batizada de "Boopsie" e a série de animada satírica Drawn Together, onde Betty é a inspiração para Toot Braunstein. 
Betty foi parodiada em Animaniacs em "Girl with the Googily Goop", com uma a personagem inspirada em Boop chamada "Googi Goop". O episódio, que foi feito predominantemente em preto-e-branco, também é uma paródia de Chapeuzinho Vermelho, com a garota tendo que ir até a casa da avó e acabar sendo sequestrada. A voz de Googi foi fornecida pela atriz Desirée Goyette, que também já fez a voz de Betty.
Em 2010, Betty Boop tornou-se a líder de torcida oficial da recém-criada United Football League. Ela também será destaque em produtos voltados para o público feminino da liga.
Segundo o Playbill.com, um musical da Broadway baseado em Betty Boop está "sendo desenvolvido", com música de David Foster e livreto de Oscar Williams e Sally Robinson . Nenhuma data, teatro ou elenco foram divulgados.
Em junho de 2012, Betty Boop foi escolhida juntamente com a modelo Daria Werbowy para estrelar em um comercial de TV da Lancôme.
Em março de 2017, aparece num comercial ao lado de Zac Posen produzido pelo Fleischer Studios e a empresa Pantone.